# Mutua Madrid Open 2024
Mutua Madrid Open 2024 — тенісний турнір, що проходив на ґрунтових кортах у місті Мадрид, Іспанія з 22 квітня
29 квітня. Належав до категорії ATP Masters 1000, був турніром серії Мастерс Мадрид 2024 року.

## Фінальна частина

### Чоловіки, одиночний розряд
Андрій Рубльов —  Фелікс Оже-Аліассім 4–6, 7–5, 7–5

### Жінки, одиночний розряд
Іга Свьонтек —   Аріна Соболенко 7–5, 4–6, 7–6(9–7)

### Чоловіки, парний розряд
Себастьян Корда /  Джордан Томпсон —  Аріель Беар /  Адам Павласек 6–3, 7–6(9–7)

### Жінки, парний розряд
Крістіна Букша /  Сара Соррібес Тормо —  Барбора Крейчикова /  Лаура Зігемунд 6–0, 6–2